# Bed & Breakfast
Bed & Breakfast és el segon disc del grup de música català Els Amics de les Arts. Es va gravar durant l'estiu del 2009 als estudis Nòmada 57 i va sortir a la venda el 31 d'octubre d'aquell mateix any. El gener del 2010 iniciaren la Gira B&B per presentar-lo i es van acomiadar el 6 i 7 de febrer de 2011 al Palau de la Música Catalana.
Aquest disc va obtenir el premi Enderrock de la crítica al millor disc del 2009, així com el premi al millor disc de cançó d'autor i el premi al disc català de l'any de Ràdio 4. L'abril de 2011, Bed & Breakfast se situa el núm. 13 a la llista dels discs més venuts a Espanya segons Promusicae i arriba, al juny del mateix any, a la xifra de 25.000 unitats venudes. Temps més tard, el disc esdevindria disc d'or després de superar la xifra de les 30.000 còpies venudes.
L'any 2010 es va publicar una reedició del disc que incloïa les sis cançons del seu primer àlbum Castafiore Cabaret (Pistatxo Records 2008), la cançó All together now del recopilatori Submarí Pop (tribut català a The Beatles), La merda se'ns menja en directe i Umi o koete, yama o koete versió en japonès de Per mars i muntanyes.

## Llista de cançons
| 1.  | «Jean-Luc»                            | 4:19 |
| 2.  | «4-3-3»                               | 4:33 |
| 3.  | «Les meves ex i tu»                   | 3:12 |
| 4.  | «Liverpool»                           | 4:31 |
| 5.  | «L'home que va matar Liberty Valance» | 4:51 |
| 6.  | «La merda se'ns menja»                | 3:41 |
| 7.  | «L'home que treballa fent de gos»     | 3:54 |
| 8.  | «Reykjavik»                           | 4:25 |
| 9.  | «Els binocles d'en Pere»              | 4:26 |
| 10. | «Super bon noi»                       | 3:33 |
| 11. | «Armengol»                            | 7:23 |
| 12. | «Bed & Breakfast»                     | 2:36 |
| 13. | «Per mars i muntanyes»                | 3:21 |

| 1.  | «Déja-Vu»                        | 2:36 |
| 2.  | «A vegades»                      | 5:10 |
| 3.  | «V.»                             | 3:56 |
| 4.  | «L'endocrina»                    | 3:04 |
| 5.  | «Exercici Seixanta»              | 5:31 |
| 6.  | «El Código da Vinci»             | 2:22 |
| 7.  | «Tren Transsiberia»              | 3:36 |
| 8.  | «All together now»               | 3:52 |
| 9.  | «La merda se’ns menja (directe)» | 3:57 |
| 10. | «Umi o koete, yama o koete»      | 3:23 |

## Senzills
- Jean-Luc
- L'home que treballa fent de gos